# Дзанарделли, Джузеппе
Джузеппе Дзанарделли (итал. Giuseppe Zanardelli; 26 октября 1826, Брешиа — 26 декабря 1903, Тосколано-Мадерно) — итальянский журналист, историк, политик и государственный деятель, возглавлял кабинет министров Италии с 15 февраля 1901 по 3 ноября 1903 года.

## Биография
Джузеппе Дзанарделли записался добровольцем на Австро-итальянская войну, но в 1849 году, после Битвы при Новаре, которая привела к привела к тяжёлому поражению и отступлению сардинский армии из Пьемонта, вернулся в родной город Брешиа, где занялся преподавательской деятельностью.

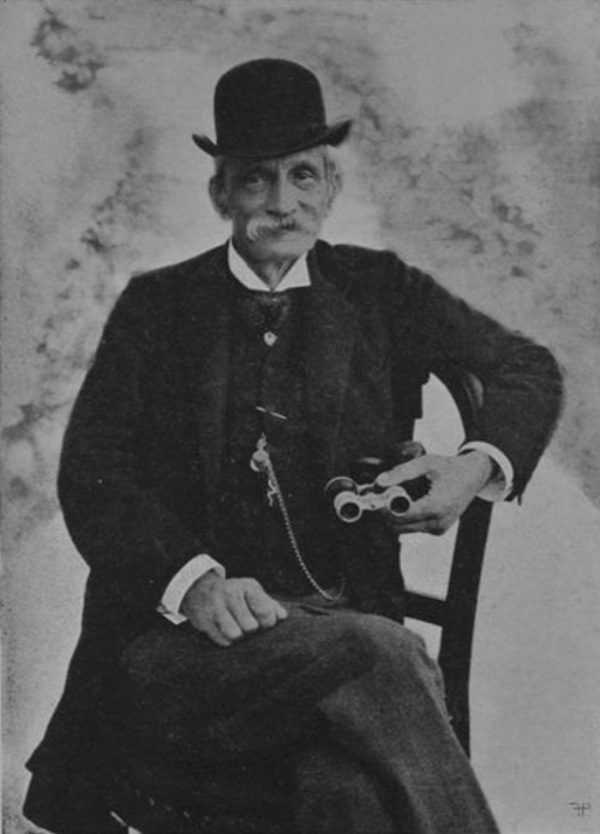
Джузеппе Дзанарделли

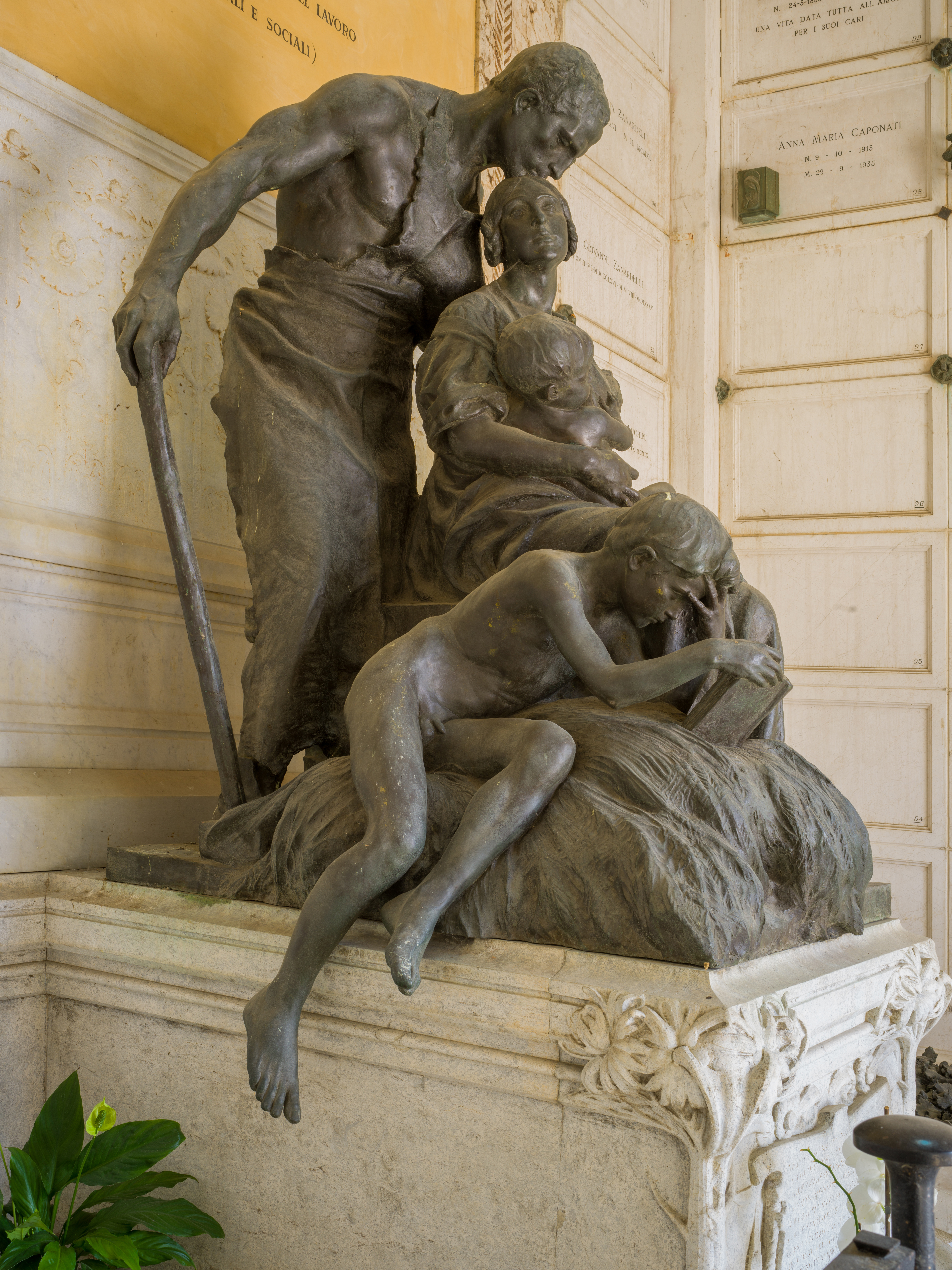
Памятник на могиле Дзанарделли работы скульптора Э. Ксименеса

С падением армии и власти Наполеона, Брешиа отошла Австрии и Джузеппе подвергся гонениям со стороны новой власти. Дзанарделли категорически отверг предложение сделаться осведомителем австрийской полиции, за что был лишён преподавательской практики как «неблагонадёжный элемент».
После этого, Джузеппе Дзанарделли уходит в политику. В 1876 году, в первом (из трёх) кабинете министров Агостино Депретиса Дзанарделли выполняет функции министра общественных работ, а в 1878 году во втором кабмине Бенедетто Кайроли, получает портфель министра внутренних дел Италии. На этих должностях, Джузеппе Дзанарделли показал замечательные навыки, которые он применил занимаясь вопросами реформы избирательного права страны.
Джузеппе Дзанарделли еще неоднократно получал различиные министерские должности, при различных председателях Совета министров Италии, а 15 февраля 1901 года, сформировал и возглавил собственный кабинет министров. Активно лоббировал закон о разводе, но слабое здоровье не позволило ему завершить задуманное. В ноябре 1903 года, он вышел в отставку, а уже в декабре того-же года скончался в городе Тосколано-Мадерно.
Дзанарделли был активным масоном и членом Великого востока Италии.
Похоронен на Монументальном кладбище в Брешии.